# Nova América (kommun i Brasilien)
Nova América är en kommun i Brasilien.   Den ligger i delstaten Goiás, i den centrala delen av landet, 230 km väster om huvudstaden Brasília. Antalet invånare är 2 254.
Omgivningarna runt Nova América är huvudsakligen savann. Runt Nova América är det ganska glesbefolkat, med 30 invånare per kvadratkilometer.